# Gruppo interforze centrale
Il Gruppo interforze centrale (GIC) è un reparto di polizia interforze italiano, operativo dal dicembre 2020.

## Storia
È stato istituito con la legge n. 205 del 2017  e inquadrato presso il Dipartimento della pubblica sicurezza del Ministero dell'interno. La funzione è quella dello svolgimento delle attività di monitoraggio, raccolta e analisi delle informazioni antimafia, e per prevenire le infiltrazioni della criminalità organizzata nei grandi appalti pubblici e nelle emergenze.
Con decreto del ministero dell'interno del dicembre 2020, che lo ha disciplinato, vi sono confluiti:
- Gruppo Interforze Centrale per l'Emergenza e Ricostruzione (GICER)
- Gruppo interforze tratta alta velocità (GITAV)
- Gruppo interforze ricostruzione Emilia Romagna (GIRER)
- Gruppo interforze centrale per l'Expo Milano 2015 (GICEX)
- Gruppo interforze per l'emergenza e la ricostruzione nell'Italia centrale (Giceric)
- Gruppo interforze per il monitoraggio e le bonifiche aree inquinate (Gimbai)

## Organizzazione
Dipende dal Servizio analisi criminale della Direzione centrale della polizia criminale. È costituito da personale di Polizia di Stato, Arma dei carabinieri, Guardia di finanza, Polizia penitenziaria e della Direzione investigativa antimafia.

### Reparti
- prima sezione specializzata: grandi opere infrastrutturali e grandi eventi;
- seconda sezione specializzata: processi di ricostruzione e riqualificazione a seguito anche di emergenze di protezione civile.

Ciascuna sezione è diretta, a rotazione, da un  primo  dirigente della Polizia di Stato/Penitenziaria o da un colonnello dell'Arma dei carabinieri o della Guardia di finanza.